# Jurij Stezenko
Jurij Mykolajowytsch Stezenko (ukrainisch Юрій Миколайович Стеценко; * 11. April 1945 in Kiew, Ukrainische SSR, Sowjetunion) ist ein ehemaliger sowjetischer Kanute.

## Karriere
Jurij Stezenko nahm bei seinem Olympiadebüt 1968 in Mexiko-Stadt am Wettbewerb im Vierer-Kajak teil. Mit der Mannschaft schied er jedoch im Halbfinale aus und verpasste das Finale. Bei den Olympischen Spielen 1972 in München gehörte Stezenko neben Jurij Filatow, Wolodymyr Morosow und Waleri Didenko erneut zum sowjetischen Aufgebot im Vierer-Kajak. Auf der 1000-Meter-Strecke zog die sowjetische Mannschaft jeweils als Gewinner ihres Vorlaufs und Halbfinallaufs ins Finale ein. Dieses schloss sie mit einer Rennzeit von 3:14,02 Minuten vor den Mannschaften aus Rumänien und Norwegen auf dem ersten Platz ab und wurde damit Olympiasieger.
Weitere Erfolge erzielte Stezenko auch bei Weltmeisterschaften. 1966 wurde er in Berlin im Zweier-Kajak über 1000 Meter mit Oleksandr Schaparenko Weltmeister, während er mit dem Vierer-Kajak über dieselbe Distanz Dritter wurde. 1970 in Kopenhagen und 1971 in Belgrad wurde er dann auch im Vierer-Kajak jeweils Weltmeister. Bei den Europameisterschaften 1967 in Duisburg belegte Stezenko derweil mit dem Vierer-Kajak über 1000 Meter Rang drei.